# Doug Chandler
John Douglas "Doug" Chandler, född den 27 september 1965 i Salinas, Kalifornien, USA, är en amerikansk roadracingförare.

## Roadracingkarriär
Chandler tävlade i motocross som ung, innan han började tävla i roadracing på grusbanor. 1988 började han tävla i roadracing på vanliga banor, och 1990 vann han AMA Superbike-titeln, samt två tävlingar i Superbike-VM samma år. Till säsongen 1991 flyttade Chandler till europeisk racing och körde för Yamahas satellitteam, med en niondeplats i 500GP som resultat. Till säsongen 1992 fick han chansen att köra för Suzukis fabriksstall, och han var framgångsrik, även om han inte lyckades vinna någon tävling. Chandler slutade femma i VM, platsen bakom stallets försteförare Kevin Schwantz.
Efter det lämnade han Suzuki och 1993 körde Chandler för Cagiva som ersättare till den pensionerade Eddie Lawson. Han hade dock problem att hänga med i stallkamraten John Kocinskis tempo. Chandler slutade nia i VM 1993, och tia 1994, innan han lämnade Grand Prix-sammanhang. Chandler körde i nästan ett helt decennium ytterligare i AMA Superbike, där han tog hand om mästerskapstitlarna såväl 1996 som 1997.